# (38305) 1999 RM96
1999 RM96 (asteroide 38305) é um asteroide da cintura principal. Possui uma excentricidade de 0.18922350 e uma inclinação de 2.27645º.
Este asteroide foi descoberto no dia 7 de setembro de 1999 por LINEAR em Socorro.